# Gironniera celtidifolia
Gironniera celtidifolia är en hampväxtart som beskrevs av Gaud.. Gironniera celtidifolia ingår i släktet Gironniera och familjen hampväxter. Inga underarter finns listade i Catalogue of Life.